# Rush Center
Rush Center és una població dels Estats Units a l'estat de Kansas. Segons el cens del 2000 tenia 176 habitants.

## Demografia
Segons el cens del 2000, Rush Center tenia 176 habitants, 83 habitatges, i 52 famílies. La densitat de població era de 174,2 habitants/km².
Dels 83 habitatges en un 25,3% hi vivien nens de menys de 18 anys, en un 55,4% hi vivien parelles casades, en un 4,8% dones solteres, i en un 37,3% no eren unitats familiars. En el 36,1% dels habitatges hi vivien persones soles el 25,3% de les quals corresponia a persones de 65 anys o més que vivien soles. El nombre mitjà de persones vivint en cada habitatge era de 2,12 i el nombre mitjà de persones que vivien en cada família era de 2,77.
Per edats la població es repartia de la següent manera: un 21,6% tenia menys de 18 anys, un 2,3% entre 18 i 24, un 26,1% entre 25 i 44, un 23,3% de 45 a 60 i un 26,7% 65 anys o més.
L'edat mediana era de 45 anys. Per cada 100 dones de 18 o més anys hi havia 86,5 homes.
La renda mediana per habitatge era de 31.500 $ i la renda mediana per família de 34.861 $. Els homes tenien una renda mediana de 23.125 $ mentre que les dones 19.375 $. La renda per capita de la població era de 16.006 $. Cap de les famílies i el 5,6% de la població estaven per davall del llindar de pobresa.

## Poblacions més properes
El següent diagrama mostra les poblacions més properes.